# Melipona mandacaia
Melipona mandacaia là một loài Hymenoptera trong họ Apidae. Loài này được Smith mô tả khoa học năm 1863.